# 怀仁区
怀仁区是一个已经被撤销的中华人民共和国行政区。
1960年3月18日，山西省人民委员会决定撤销大同市郊区，改设怀仁区、古城区、云冈区三个区。3月至9月间，怀仁区与城区、古城区、云冈区、口泉区是大同市下辖的五个区。同年9月5日，云冈区被撤销，分别归入古城区和口泉区，此后大同市辖城区、古城区、口泉区、怀仁区四个区。 1964年，山西省决定撤销怀仁区，重新设置怀仁县，归大同市领导。